# NGC 1390
NGC 1390 ist eine Balkenspiralgalaxie vom Hubble-Typ SBa im Sternbild Eridanus am Südsternhimmel. Die Leuchtkraftklasse von NGC 1390 beträgt I mit einer breiten Wasserstofflinie. Gemeinsam mit NGC 1362 und NGC 1370 bildet sie die NGC 1370-Gruppe., die wiederum Teil des Eridanus-Galaxienhaufens ist.
Das Objekt, das etwa 51 Millionen Lichtjahre von der Milchstraße entfernt ist und einen Durchmesser von  etwa 20.000 Lichtjahren besitzt, wurde 1886 von dem US-amerikanischen Astronomen Frank Muller entdeckt.